# Phuphena obliqua
Phuphena obliqua là một loài bướm đêm trong họ Noctuidae.